# Mariano Maroto
Mariano 'Nano' González Maroto (ur. 27 października 1984 w Maladze) – hiszpański piłkarz występujący na pozycji obrońcy w Almeríi.